# 塔瓦伊
塔瓦伊（西班牙語：Tavaí），是巴拉圭的城鎮，位於該國東南部，由卡薩帕省負責管轄，距離亞松森313公里，面積1,514平方公里，海拔高度102米，2002年人口14,810，人口密度每平方公里9.78人。

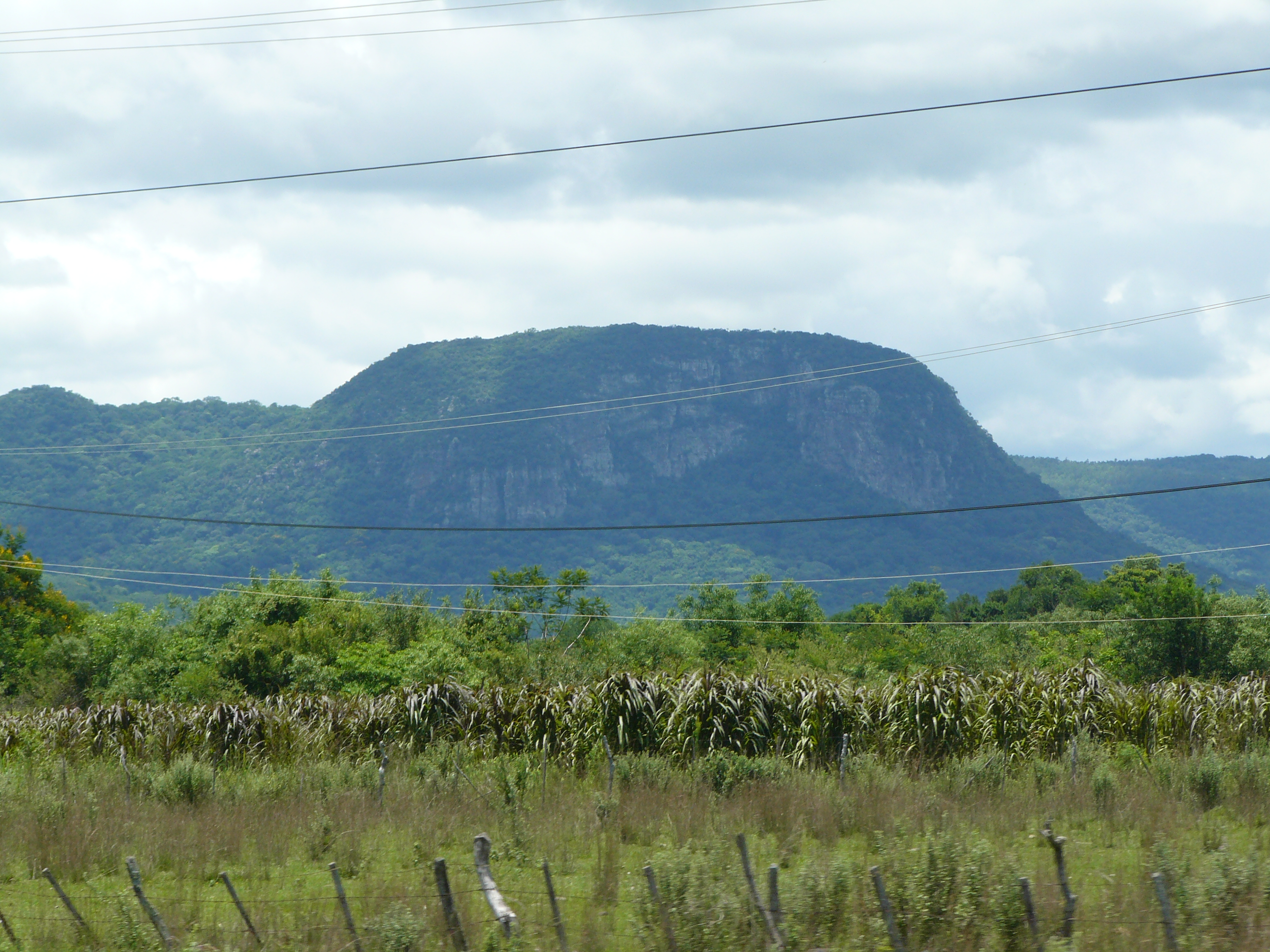